# 內德羅 (紐約州)
內德羅（英語：Nedrow）是位於美國紐約州奧農達加縣的普查規定居民點。

## 人口
根據2020年美國人口普查的數據，內德羅的面積為2.49平方千米，皆為陸地。當地共有人口2095人，而人口密度為每平方千米841.37人。